# 長連愛
長 連愛 （ちょう つらよし）は、加賀藩年寄。加賀八家長家第8代当主。

## 生涯
宝暦11年（1761年）、加賀藩年寄長連起の子として生まれる。
寛政12年（1800年）2月、父連起の死去により、家督と3万3000石の知行を相続する。同年12月、従五位下甲斐守に叙任する。享和2年（1802年）4月、藩主前田斉広家督相続の御礼言上の際に江戸城で将軍徳川家斉に拝謁する。同年11月、藩財政の最高責任者である御勝手方御用主附となる。文化8年（1811年）5月、養子としていた弟の連郷が先立って没する。文政2年（1819年）2月、外孫（本多政礼に嫁いだ娘の子）の連弘を継嗣とする。文政5年（1822年）12月、藩主前田斉泰家督相続の御礼言上の際に江戸城で将軍家斉に拝謁する。
天保2年（1831年）10月13日没。享年71。墓所は金沢市野町開禅寺。家督は連弘が相続した。